# Alex Fiva
Alex Fiva (Newport Beach, Estados Unidos, 29 de enero de 1986) es un deportista suizo que compite en esquí acrobático, especialista en la prueba de campo a través.
Participó en tres Juegos Olímpicos de Invierno, entre los años 2014 y 2022, obteniendo una medalla de plata en Pekín 2022, en la prueba de campo a través.
Ganó una medalla de oro en el Campeonato Mundial de Esquí Acrobático de 2021, en su especialidad.

## Medallero internacional
| Juegos Olímpicos   | Juegos Olímpicos    | Juegos Olímpicos | Juegos Olímpicos |
| Año                | Lugar               | Medalla          | Prueba           |
| ------------------ | ------------------- | ---------------- | ---------------- |
| 2022               | Pekín (China)       | Medalla de plata | Campo a través   |
| Campeonato Mundial |                     |                  |                  |
| Año                | Lugar               | Medalla          | Prueba           |
| 2021               | Idre Fjäll (Suecia) | Medalla de oro   | Campo a través   |